# Liste der Naturdenkmale in Bayerfeld-Steckweiler
Die Liste der Naturdenkmale in Bayerfeld-Steckweiler nennt die im Gemeindegebiet von Bayerfeld-Steckweiler ausgewiesenen Naturdenkmale (Stand 28. März 2024).

## Naturdenkmale
| Nr.         | Bezeichnung                    | Lage                                                  | Beschreibung                                                         | Bild                          |
| ----------- | ------------------------------ | ----------------------------------------------------- | -------------------------------------------------------------------- | ----------------------------- |
| ND-7333-056 | Speierling am Stolzenbergerhof | Bayerfeld, östlich des Ortes am Stolzenbergerhof Lage | Sorbus domestica, 16 m hoch bei 3,7 m Umfang; durch Feuer geschädigt | mehr Fotos \| Fotos hochladen |